# Operacja Magresa
Operacja Magresa (hebr. מִבְצָע מַגְרֵסָה, miwca magresa) – izraelska operacja wojskowa przeprowadzona 13 listopada 1966 roku w mieście As-Samu na Zachodnim Brzegu jako odwet za śmierć trzech izraelskich żołnierzy w zasadzce przeprowadzonej przy linii zawieszenia ognia pomiędzy Izraelem a Jordanią, na południe od wzgórz wokół Hebronu (11 km na północ od Aradu). Do operacji doszło w dzień wizyty prezydenta Pakistanu w Jordanii.
W nocy z 11 na 12 listopada 1966 roku izraelski patrol przy jordańsko-izraelskiej linii zawieszenia ognia na Zachodnim Brzegu wjechał na minę. Zasadzkę powiązano z Fatahem i postanowiono przeprowadzić operację odwetową w pobliskim mieście As-Samu. W ramach trzygodzinnej operacji doszło do strat w jordańskiej infrastrukturze cywilnej (zniszczone domy, szkoła i przychodnia), wojskowej i policyjnej. Po obu stronach znaleźli się ranni i zabici. Podczas działań izraelskiej armii zginęli także cywile.

## Tło operacji i przygotowania
W nocy z  11 na 12 listopada 1966 roku izraelska ciężarówka z patrolem żołnierzy z 890 batalionu spadochroniarzy wjechała na minę, 2 km od linii zawieszenia ognia pomiędzy Izraelem a Jordanią, 11 km na północ od Aradu. Trzech Izraelczyków zginęło (jeden na miejscu, dwóch pozostałych po upływie ok. 15 min. od wybuchu), a sześciu zostało lekko rannych i przewiezionych do szpitala. Rankiem 12 listopada na miejsce zasadzki przybyli obserwatorzy Organizacji Narodów Zjednoczonych. Izraelskie śledztwo wykazało, że do zasadzki wykorzystano minę przeciwpancerną Mk 7 brytyjskiej produkcji. Saperzy znaleźli te same miny również w innych miejscach przy drogach, po izraelskiej stronie granicy.

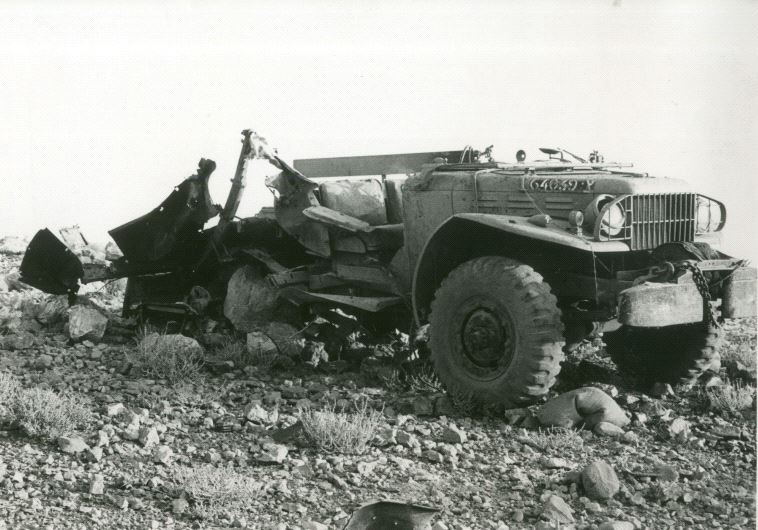
Izraelski AIL M325 Command Car, który wjechał na minę w nocy z 11 na 12 listopada 1966 roku.

Według strony izraelskiej był to już dziewiąty atak na żołnierzy Sił Obronnych Izraela przeprowadzony od początku 1966 roku na w okolicach linii zawieszenia ognia. Atak w nocy z 11 na 12 listopada oraz pozostałe incydenty Izraelczycy wiązali z członkami Fatahu, którzy wg wywiadu, mieli operować z nadgranicznych miejscowości po jordańskiej stronie granicy. Sztab Generalny Sił Obronnych Izraela konsultował z rządem możliwe sposoby reakcji na infiltrację izraelskiej granicy i ataki na patrole. Odwet na Egipcie i Syrii wydawał się wojskowym zbyt ryzykowny, a ponadto mógłby doprowadzić do wybuchu konfliktu zbrojnego w regionie. Najsłabszym państwem z izraelskiej perspektywy była Jordania, z której terytorium również operowały organizacje palestyńskie. Zasadzka na patrol z 890 batalionu stanowiła uzasadnienie dla ataku odwetowego. Podjęto decyzję, że jego celem będzie miejscowość na Zachodnim Brzegu, As-Samu, w której wg izraelskiego wywiadu Fatah miał swoją bazę.

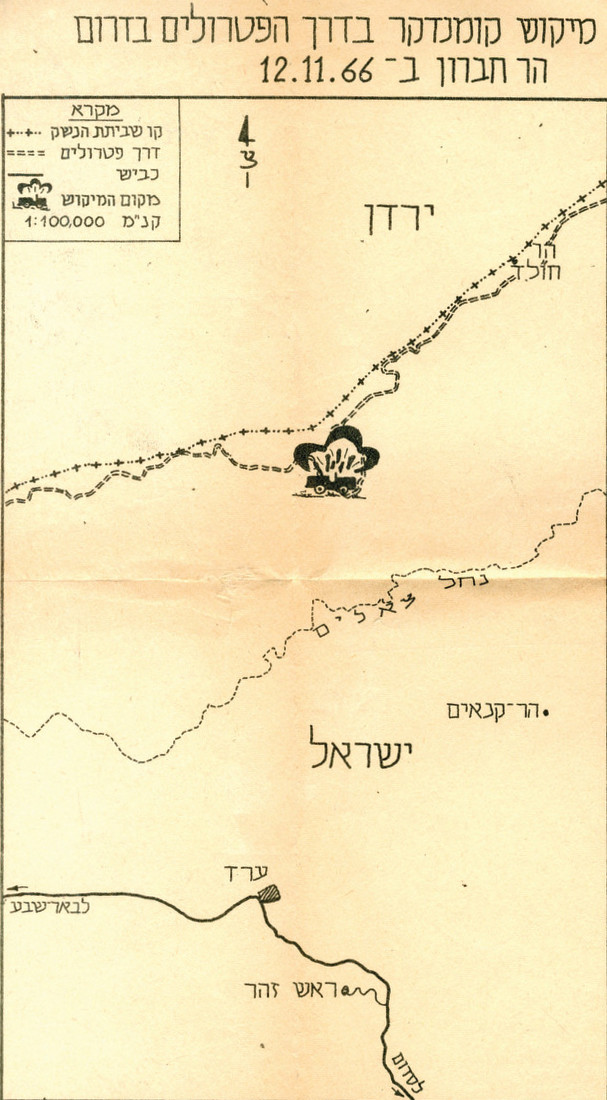
Oznaczenie miejsca zasadzki na patrol. Linia zawieszenia ognia pomiędzy Jordanią a Izraelem oznaczona jako +•••+.

Ustalono, że operacja zostanie przeprowadzona we wczesnych godzina porannych 13 listopada. Sztab uznał, że działania za dnia zaskoczą stronę jordańską. Celem było wymuszenie na Jordańczykach zamknięcia dla Fatahu obszaru na południe od Hebronu .
Siły lądowe wyznaczone do udziału w operacji podzielono na dwie grupy. Pierwsza składać się miała z dwóch kompanii 202 batalionu spadochroniarzy (pod dowództwem ppłk. Jo’awa Szachama i Ja’akowa Chasdaja), kompanii 890 batalionu spadochroniarzy (pod dowództwem Ja’ira Tel Cura), kompanii z batalionu spadochronowego Nachal (pod dowództwem Szmulika Presburgera) oraz Sajjeret Canchanim z plutonem czołgów (pod dowództwem Gjory Chajke). Druga grupa składała się z czołgów z 7 Brygady Pancernej pod dowództwem ppłk. Szmu’ela Gonena, kompanii piechoty zmechanizowanej oraz wsparcia w postaci moździerzy kal. 81 mm i 120 mm. Pierwsza grupa miała zająć As-Samu oraz zabezpieczyć jej okolicę. Druga grupa natomiast miała wykonać uderzenia w kierunku Dżanby, Rudżm al-Madfy i Rafat. Wsparcie siłom lądowym miały zapewnić samoloty ze 101 i 113 Eskadry Sił Powietrznych Izraela .

## Przebieg operacji

### Działania na lądzie
Raport Rady Bezpieczeństwa Organizacji Narodów Zjednoczonych podaje, że ruchy Izraelczyków w kierunku linii zawieszenia ognia zostały zauważone przez wojskowych obserwatorów ONZ już o godzinie 5:45. Wg nich o tej samej porze czołgi oraz pojazdy półgąsienicowe miały wkroczyć na terytorium jordańskie. Doszło do dziesięciominutowego ostrzału posterunku jordańskiej policji w Rudżm al-Madfa’a przy pomocy 17 czołgów i artylerii. Dowódca lokalnej jednostki wojskowej armii jordańskiej otrzymał komunikat o ataku również o godzinie 5:45. Z kolei gazety „Dawar” i „Al ha-Miszmar” podają 6:15 jako godzinę przekroczenia linii zawieszenia ognia przez drugą grupę sił izraelskich i nawiązania kontaktu ogniowego z posterunkiem policji. Mieszana Komisja Rozejmu Izrael/Haszymidzkie Królestwo Jordanii z UNTSO podała, że o godzinie 6:45 otrzymała od strony jordańskiej oficjalny komunikat, że o 6:15 Izraelczycy otworzyli ogień w kierunku posterunku jeszcze ze swojego terytorium. Komisja próbowała bezskutecznie skontaktować się z izraelską delegacją, aby wezwać ją do natychmiastowego wstrzymania ognia.

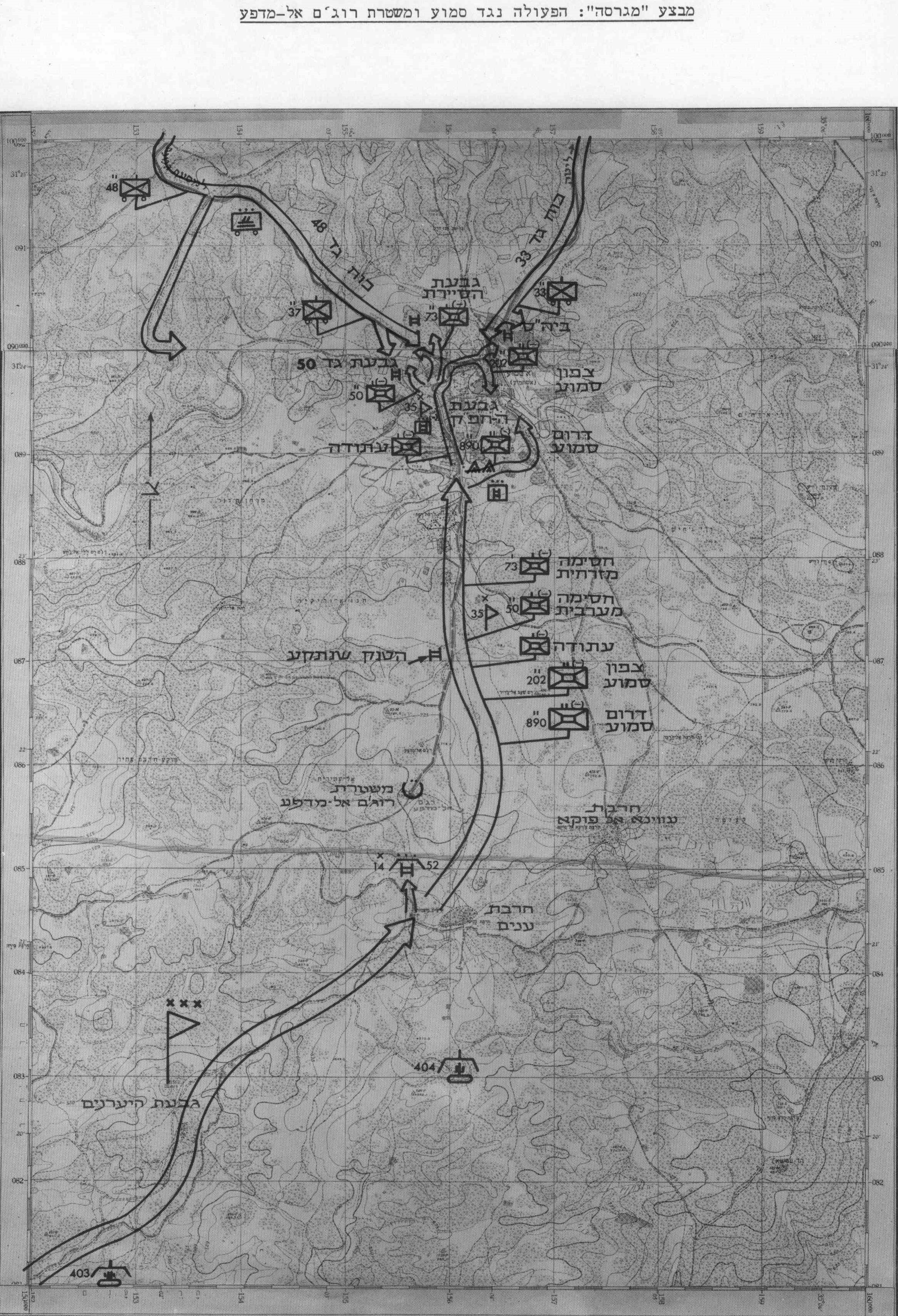
Izraelska mapa z ruchami wojsk wokół As-Samu.

Po ostrzelaniu posterunku policji izraelska grupa się podzieliła. Transportery półgąsienicowe skierowały się ku As-Samu, a pozostałe siły do wsi el-Markaz, Dżanba, Rafat i Jata. Kilka kilometrów za posterunkiem Izraelczycy napotkali pierwszy zorganizowany opór ze strony sił jordańskich – uzbrojonych mieszkańców pobliskich wsi i żołnierzy Legionu Arabskiego. We wspomnianych wsiach również doszło do wymiany ognia pomiędzy stronami. Według raportu ONZ o godzinie 6:10 pierwsze jednostki izraelskie dotarły do As-Samu. W mieście doszło do wymiany ognia, w której trakcie ucierpieli także cywile. Żołnierze izraelscy przystąpili do wysadzania domów. Według doniesień „Al ha-Miszmar” przed podłożeniem ładunków wybuchowych nakazywano mieszkańcom je opuścić. W trakcie walk zginął jeden z dowódców 202 batalionu ppłk Jo’aw Szacham (w związku z odniesionymi dwoma ranami głowy). Dopiero o godzinie 8:24 izraelska delegacja odpowiedziała Komisji Rozejmu i sama poprosiła o zawieszenie ognia. Około godziny 8:30 część sił izraelskich rozpoczęła odwrót z terytorium jordańskiego. W jego trakcie okazało się, że warunki terenowe i sprzęt użyty do operacji uniemożliwiały ewakuację rannych. Medycy poprosili, aby Siły Powietrzne Izraela oddelegowały do pomocy i ewakuacji rannych śmigłowce Sikorsky S-58. O 9:19 śmigłowce podjęły akcję ratowniczą . O godzinie 9:45 ogłoszono zakończenie operacji i powrót wszystkich sił do Izraela.

### Działania powietrzne
Około godziny 7:06 dwa izraelskie samoloty Dassault MD 450 Ouragan ze 113 Eskadry wystartowały z bazy w Chacor w celu zbadania sytuacji na Hebron-As-Samu. Dodatkowo, na wysokości 10 000 stóp, okolicę patrolowały samoloty Dassault Mirage III Szachak. O godzinie 7:30 doszło do wymiany pary patrolującej na inne dwa Ouragany oraz samolot Dornier Do 27 z obserwatorem artyleryjskim. Ten drugi został zmuszony do lądowania, kiedy o 7:45 w okolice Hebronu nadleciały cztery jordańskie samoloty Hawker Hunter. Do pary Ouragonów dołączyła wówczas dwie pary Szachaków. Ouragany ze względu na kończące się paliwo powróciły do bazy. Dalszy kontakt wzrokowy utrzymywała czwórka Szachaków. Jordańczycy próbowali unikać prowokowania Izraelczyków, którzy podążali za Hunterami aż nad Morze Martwe. Wówczas mjr Ran Peker wyłamał się ze swojej pary i rozpoczął pościg za jednym z Hunterów. Wystrzelona rakieta powietrze-powietrze nie trafiła celu, a Jordańczyk w celu zgubienia pościgu zniżył lot na wysokość 50 stóp nad ziemią. Podczas manewru omijania jednego ze wzgórz Peker celnie ostrzelał Huntera, w wyniku czego doszło do pożaru jordańskiego samolotu. Pilot zdążył się katapultować, jednak nie przeżył. O godzinie 7:53 wystartował trzeci samolot Ouragan, który patrolował okolicę Jerozolimy, Betlejem i Hebronu. W pewnym momencie wykrył konwój ciężarówek zmierzający w stronę As-Samu. Niski poziom chmur wymusił na nim obniżenie lotu do wysokości, na której został skutecznie ostrzelany przez Jordańczyków. Pilot został raniony w oko, jednak zdołał wylądować bezpiecznie w bazie .

## Rezultat operacji

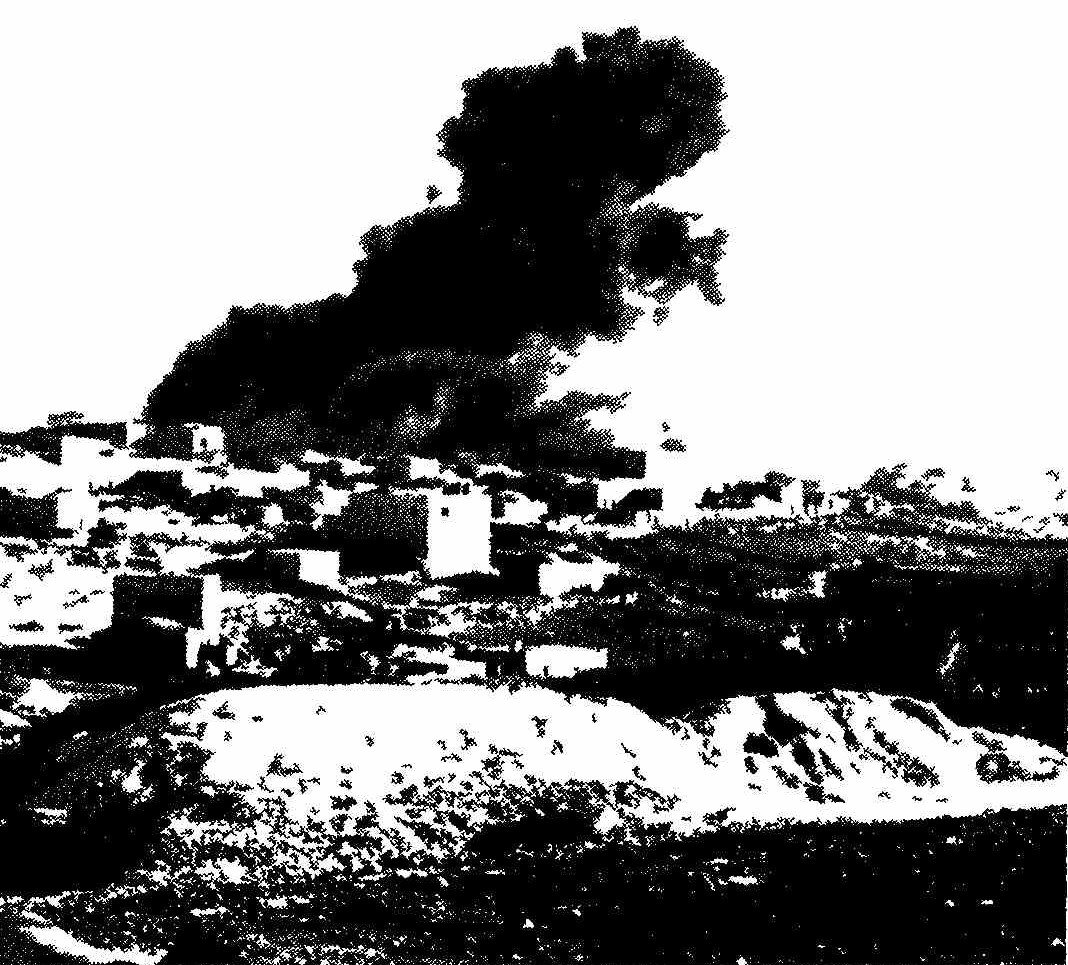
Zdjęcie dokumentujące wysadzanie domów w As-Samu.

Przed operacją zakładano, że armia izraelska wysadzi 40 domów w As-Samu . Raport ONZ wykazał całkowite zniszczenie 125. domów, jednej przychodni, jednej szkoły oraz uszkodzenie meczetu. W mieście zniszczono także 20 pojazdów wojskowych armii jordańskiej. Dzień po operacji szacowano jordańskie straty w sprzęcie w mieście na 15 pojazdów. We wsi Dżanba zniszczono 15 kamiennych domów, w Rudżm al-Madfa’a zniszczono posterunek policji, podczas gdy w Rafat zniszczono wojskowy posterunek oraz trzy pojazdy. W trakcie całej operacji zginęło 16 Jordańczyków, w tym jeden pilot oraz oficer, który w wyniku odniesionych ran zmarł w szpitalu . Rany odniosło 37 żołnierzy. Izraelczycy wzięli także do niewoli dwóch lub trzech Jordańczyków. Obserwatorzy ONZ 16 listopada podali, że ośmiu cywilów zginęło w wyniku operacji.
Po stronie izraelskiej zginął ppłk Jo’aw Szacham, a 10 żołnierzy zostało rannych. Według źródeł jordańskich ponad 50 Izraelczyków zostało rannych i zabitych. Zniszczono trzy czołgi na terytorium Jordanii, a siedem czołgów i 12 transporterów zostało zniszczonych jeszcze na linii zawieszenia ognia. Informacja o tych stratach została podana jeszcze przez rozgłośnie w ZSRR.
Po operacji premier Izraela Lewi Eszkol uznał działania za sukces oraz zastrzegł, że arabska pomoc organizacjom terrorystycznym nie pozostanie bez reakcji Państwa Izrael. Atak na As-Samu został przeprowadzony podczas wizyty prezydenta Pakistanu Muhammada Ayuba Khana w Jordanii. W związku z tym część Sił Powietrznych Jordanii była zaangażowana w zabezpieczenie wizyty Khana . Po operacji były przewodniczący Organizacji Wyzwolenia Palestyny Ahmad asz-Szukajri wezwał armię jordańską do obalenia króla Husajna.
Nazwa kibucu Giwat Jo’aw, położonego na Wzgórzach Golan, upamiętnia zmarłego w ramach operacji ppłk. Szachama .